# Isabelle Coutant-Peyre
Pour les articles homonymes, voir Coutant et Peyre.
Isabelle Coutant-Peyre, née Isabelle-Marie Coutant le 5 juillet 1953 à Paris et morte le 12 avril 2024 dans la même ville, est une avocate française, ancienne secrétaire de la conférence des avocats du barreau de Paris.

## Biographie

### Famille, jeunesse et formation
Née dans une famille de la bourgeoisie catholique française, Isabelle-Marie Coutant étudie en pension,. Elle épouse un élu local centriste du département de la Manche, Michel Peyre, avec qui elle a trois enfants ; le couple se sépare en 1993.
Titulaire d'un DEA de droit des affaires à Paris X et d'un DEA d'histoire contemporaine de l'EPHE, Isabelle Coutant-Peyre prête serment à la cour d'appel de Paris le 14 février 1979.

### Années 1980 à 2000
Elle s'occupe, dans un premier temps, de procédures collectives, mais très vite elle rencontre Jacques Vergès, l'un et l'autre défendant les mêmes causes politiques. Elle devient son associée en 1981.
En 1986, elle est élue secrétaire de la Conférence des avocats du barreau de Paris.
Avec Jacques Vergès, elle défend le terroriste Ilich Ramírez Sánchez, dit « Carlos », le négationniste Roger Garaudy, dont elle est proche — elle a dirigé la revue À Contre nuit — et le militant nationaliste breton Alain Solé. 
Elle est l'avocate de Jean-Edern Hallier, notamment lors de l'affaire des écoutes de l'Élysée, et représente l'Association des amis de Jean-Edern Hallier.
Elle est l'avocate de Charles Sobhraj, surnommé « Le Serpent », un tueur en série français qui, dans les années 1970, aurait tué entre quinze et vingt personnes en Asie.
Elle défend ensuite Zacarias Moussaoui sur son dossier français.

### Années 2000
En 2008, elle est l'avocate de Kémi Séba et, en 2009, de Youssouf Fofana, le chef du « gang des barbares », lors de son procès qui s'ouvre le 29 avril 2009 à Paris. Toutefois elle est récusée par Fofana le 20 mai ; celui-ci déclare : « Coutant-Peyre… Peyre c’est juif, non ? », avant de poursuivre : « On veut déjà me tuer… Donc, je ne vais pas m'entourer de gens comme ça ». D'après elle, elle a quitté sa défense en raison d'un problème de moyens et de désaccords sur la stratégie, cette phrase n'étant qu'une blague.
En 2009, elle défend Hélène Houphouët-Boigny, la fille de Félix Houphouët-Boigny, ancien président de la République de Côte d'Ivoire, notamment lors de la bataille autour de l'héritage de celui-ci.
Elle défend ensuite les intérêts de Jean-Pierre Donnadieu, ancien membre du Grand Orient de France. À cette occasion, elle obtient la condamnation de la France par la Cour européenne pour illégalité de l'internement de son client.

### Années 2010
En 2010, elle dépose plainte pour homicide volontaire après le décès par asphyxie de Skander Vogt, un prisonnier suisse qui avait mis le feu à son matelas dans sa cellule pour protester contre d'incessantes brimades.
En 2011, l’association Mouvement d’amitié et de coopération entre les peuples européen et libyen (MPSL), représentée par Isabelle Coutant-Peyre, porte plainte pour incitation au meurtre sur la personne du colonel Kadhafi et demande l'interdiction de diffusion de la chaîne de télévision Al Jazeera et de ses sites Internet en France et en Europe.
En 2012, elle assiste le père de Mohamed Merah, qui porte plainte contre X pour le meurtre de son fils, abattu par le RAID.
En 2013, elle annonce qu'elle a été engagée par le ministère de la Culture iranien afin d'envisager des poursuites contre les productions cinématographiques hollywoodiennes hostiles au régime iranien. Cette démarche vise principalement le film Argo.
Elle devient l'avocate de Merouane Benahmed, ancien membre du Groupe islamique armé algérien, assigné à résidence dans la commune de Beaupréau.
En 2014, elle est l'un des avocats dans l'affaire médiatisée Rafik Khalifa, homme d'affaires algérien poursuivi pour banqueroute et détournement de fonds.
Elle est l'un des avocats de Dieudonné et de la société des Productions de la Plume. Elle dépose plainte pour détournement de l'image publique de Dieudonné contre un site internet pornographique qui détourne la quenelle, geste popularisé par le polémiste depuis 2005. Le 7 mai 2015, elle assiste Noémie Montagne, compagne de Dieudonné, dans son dépôt de plainte contre l'ancien député belge Laurent Louis pour diffamations et insultes[réf. nécessaire].
Concomitamment, elle défend un des membres du groupuscule islamiste radical Forsane Alizza lors du procès qui s'ouvre le 8 juin 2015 à Paris,.

### Années 2020
Elle défend ensuite le principal accusé, Ali Riza Polat, lors du procès des attentats de janvier 2015 en France, ouvert à Paris le 2 septembre 2020.
Conspiracy Watch la décrit comme « une figure de la mouvance complotiste francophone ».
Elle meurt d'un cancer en 2024.

### Défense de Carlos
En 1994, avec Jacques Vergès, elle défend Ilich Ramírez Sánchez, dit « Carlos », condamné à perpétuité, et sa compagne Magdalena Kopp.
En 2001, elle « épouse » Carlos sous le rite musulman, sans se convertir et pas de manière civile,.
Le 6 mars 2004, lors d'une émission chez Thierry Ardisson, elle déclare : « J’ai le mari idéal, il me laisse tranquille toutes les nuits ».
Alors que Carlos est renvoyé aux assises pour l'attentat du drugstore Publicis du 15 septembre 1974, elle s'occupe toujours de sa défense. À partir du 13 mars 2017, plus de 42 ans après les faits, Carlos est jugé devant la cour d’assises spéciale de Paris ; outre Isabelle Coutant-Peyre, le défendent trois avocats du barreau de Paris (Xavier Nogueras, Antoine Van Rie et Francis Vuillemin) et un avocat du barreau de Zurich (Marcel Bosonnet).
Le 28 mars 2017, Ilich Ramírez Sánchez est condamné à la réclusion criminelle à perpétuité pour l'attentat du drugstore.

### Affaire Raphaël Schoemann
Dans un entretien à vice.fr, elle explique avoir été l'objet en mars 2003 de menaces de mort. Comme une dizaine d'autres personnalités (Eyal Sivan, María Poumier, Ginette Hess-Skandrani, Lucien Bitterlin, Monique Chemiller-Gendreau, Alain Lipietz, Gilles Munier, José Bové, Annie Coussemant, Mondher Sfar, Jean-Claude Willem),, elle a reçu à son domicile une balle et une lettre anonyme portant l'inscription : « La prochaine n'arrivera pas par la poste. »
Lors de sa comparution devant le tribunal correctionnel de Paris le 11 mai 2006, Raphaël Schoemann, retraité de 65 ans amateur d'armes à feu, trahi par un courriel envoyé à l'une des parties civiles, déclare qu'il a ciblé des personnes liées selon lui à l'extrême droite, dont il juge antisémites les écrits sur le conflit israélo-palestinien. Il est condamné à dix mois de prison avec sursis le 22 juin 2006.

## Publications
- Avec Joseph Vebret, Épouser Carlos : un amour sous haute tension (suivi d'un Post-scriptum d'Ilich Ramírez Sánchez, dit Carlos), Éditions L'Archipel, Paris, 2004, 279 p.  (ISBN 2-84187-552-0)
- Goulag trois points et omerta, les mystères d'un internement abusif, 2010, 246 p.